# Вулиця Дубнівська (Львів)
Ву́лиця Ду́бнівська — вулиця у Залізничному районі міста Львова, в місцевості Сигнівка. Починається від вулиці Городоцької та закінчується навпроти будинку на Патона, 2/3, утворюючи перехрестя з вулицею Сигнівка.

## Історія
Вулиця прокладена у першій чверті XX століття в межах тоді ще підміського селища Сигнівка. Ще до 1927 року мала назву вулиця Зелена. Після входження селища до меж міста 11 квітня 1930 року, вулиці колишнього села були перейменовані або ж новоутвореним вулицям надавалися певні назви. Так, у 1936 році вулицю Зелену перейменовано на вулицю Молотковську. За часів німецької окупації мала назву Гаммерґассе. По війні на короткий час повернули передвоєнну назву і вже від 1950 року — вулиця Дубенська, на честь українського міста Дубно. Сучасна назва — вулиця Дубнівська походить від 1993 року.

## Забудова
Вулиця Дубнівська забудована одноповерховими будинками у стилі конструктивізму 1930-х років, а також присутня одноповерхова садибна та індивідуальна забудова нового часу.